# Gare de Sept-Saulx
Gare de Sept-Saulx vasútállomás Franciaországban, Sept-Saulx településen.

## Vasútvonalak
Az állomást az alábbi vasútvonalak érintik:
- Châlons-en-Champagne-Reims-Cérès-vasútvonal

## Kapcsolódó állomások
A vasútállomáshoz az alábbi állomások vannak a legközelebb:
- Gare de Val-de-Vesle
- Gare de Mourmelon-le-Petit